# Raatejärvi (sjö i Norra Österbotten)
Raatejärvi är en sjö i Finland. Den ligger i kommunen Kuusamo i landskapet Norra Österbotten, i den nordöstra delen av landet, 600 km norr om huvudstaden Helsingfors. Raatejärvi ligger 247,1 meter över havet. Arean är 1,18 kvadratkilometer och strandlinjen är 6,3 kilometer lång. Sjön  ingår i Uleälvens huvudavrinningsområde. 